# بولاماج
بولاماج هي قرية في مقاطعة خوي، إيران. يقدر عدد سكانها بـ 458 نسمة بحسب إحصاء 2016.